# Presidentvalet i USA 1908
Presidentvalet i USA 1908 ägde rum den 3 november 1908. Valet vanns av republikanernas William Taft med 51,2 procent av rösterna och 321 elektorsröster mot demokraternas kandidat William Jennings Bryan med 43,0 procent och 162 elektorsröster. Dessutom ställde Eugene V Debs socialist och Eugene Chafin för Prohibition upp men dessa kandidater fick bara ett fåtal röster.
Den mycket populära sittande presidenten Theodore Roosevelt valde att hedra sitt löfte att inte kandidera för en tredje mandatperiod. Istället valde Roosevelt att stödja krigsminister William Howard Taft. Taft med hjälp av Roosevelt van det republikanska konventet och blev republikanernas presidentkandidat. Det demokratiska partiet åter nominerade William Jennings Bryan som sin president kandidat. Bryan hade tidigare varit demokraternas kandidat år 1896 och 1900.
Trots en stark kampanj driven av Bryan och demokraterna, så van Taft med en majoritet av både röster och elektoröster. Taft dominerade de flesta staterna, medan Bryan nästan endast van staterna under Mason-Dixon-linjen. Tafts vinst över Bryan gav republikanerna sin fjärde-vinst i rad.

## Demokraternas nominering
Anmälda kandidater:
- William Jennings Bryan, representant (1891-1895), tidigare presidentkandidat 1896 och 1900.
- John Albert Johnson, Minnesotas guvernör (1905-1909)
- George Gray, domare (1899-1914)
- Jesse Root Grant, ingenjör och affärsman.

Konventet valde William Jennings Bryan till sin presidentkandidat och  John W. Kern till vicepresident kandidat.

## Republikanernas nominering
Anmälda kandidater:
- William Howard Taft, krigsminister (1904-1908)
- Philander C. Knox, justitieminister (1901-1904)
- Charles Evans Hughes, New Yorks guvernör (1907-1910)
- Joseph Gurney Cannon, representanthusets talman (1903-1911)
- Charles W. Fairbanks, vicepresident (1905-1909)
- Robert M. La Follette, senator (1906-1925)
- Joseph B. Foraker, senator (1897-1909)
- Leslie M. Shaw, finansminister (1902-1907)

Konventet valde William Howard Taft till sin presidentkandidat och James S. Sherman till vicepresident kandidat. Trots att president Theodore Roosevelt valde att inte kandidera för president för tredje gången, så fick Roosevelt ändå 3 delegat röster. 